# Troviscal (Oliveira do Bairro)
Troviscal era una freguesia portuguesa del municipio de Oliveira do Bairro, distrito de Aveiro.

## Historia
Fue suprimida el 28 de enero de 2013, en aplicación de una resolución de la Asamblea de la República portuguesa promulgada el 16 de enero de 2013 al unirse con las freguesias de Bustos y Mamarrosa, formando la nueva freguesia de Bustos, Troviscal e Mamarrosa.